# Fala (langue)
Pour les articles homonymes, voir Fala.
Le fala (le « parler ») est une langue ibéro-romane du sous-groupe galaïco-portugais. Elle est parlée par quelque 10 500 personnes, dans trois municipalités du Val de Xálima (es), au nord-ouest de la province de Cáceres (près de la frontière portugaise).
Dans chaque localité le fala porte un nom différent : le valverdeiru à Valverde del Fresno, le lagarteiru à Eljas et le mañegu à San Martín de Trevejo. On lui connaît d'autres noms tels que fala de Xálima (« parler de Xálima (es) »), xalimés, fala d'acá (« parler d'ici »), a nossa fala (« notre parler ») et chapurráu (à Valverde del Fresno). Les linguistes le désignent parfois sous le nom de galicien de l'Estrémadure ou galaïco-estrémègne).
On ne sait pas de façon certaine si le fala est d'origine portugaise ou galicienne (la Galice est plus éloignée, mais aurait fourni un grand nombre de colons pour le repeuplement de l'Estrémadure après la Reconquista).
Bien que non officiel, le fala a été déclaré bien d'intérêt culturel par la junte d'Estrémadure (gouvernement de la communauté autonome) le 20 mars 2001.